# 谷川岳山開き
谷川岳山開き（たにがわだけやまびらき）は、東日本旅客鉄道（JR東日本）が上野駅 - 土合駅間を東北本線・高崎線・上越線経由で運行している臨時列車。

## 概要
上野発土合行きは夜行列車、土合発上野行きは昼行列車として運転される。
列車名の通り谷川岳の山開きに合わせて年に1往復のみ運転する列車で、運転日基準で上野発は7月第1日曜日の前日、土合発はその翌日に運転している。2020年を除き毎年運転している。
下りは上野駅を23時30分ごろに出発し、土合駅に朝3時台に到着する夜行列車、上りは土合駅14時 - 14時30分出発、上野駅17時台到着の昼行列車となっている。下り列車はかつて運転していた急行能登の高崎線内・上越線内の運転時刻をほぼ踏襲している。
全車普通車、下りは全車指定席。上りは6両中4両が指定席であったが2021年より全車指定席に変更。485系6両編成での運転であったが2015年より185系6両編成での運転に変更。2022年よりE257系5両編成への置き換えとともに快速から特急に格上げされた。

## 停車駅
上野駅 - 大宮駅 - 鴻巣駅 - 熊谷駅 - 高崎駅 - （水上駅） - 土合駅
- 水上駅は上り列車のみ停車

## 運転日と沿革
上野駅発を基準日として記載する（土合駅発はその翌日に運転）。
- 2011年7月2日 - 183系6両編成で運転[1]。快速列車として運転。当時の停車駅は上野駅、大宮駅、熊谷駅、高崎駅、土合駅。
- 2012年6月30日 - 183系6両編成で運転[2]。停車駅に鴻巣駅を追加。
- 2013年7月6日 - 485系6両編成に編成を変更[3]。停車駅に水上駅を追加（上り列車のみ）。
- 2014年7月5日 - 485系6両編成で運転[4]。
- 2015年7月4日 - 185系6両編成に編成を変更[5]。
- 2016年7月2日 - 185系6両編成で運転[6]。
- 2017年7月1日 - 185系6両編成で運転[7]。
- 2018年6月30日 - 185系6両編成で運転[8]。
- 2019年7月6日 - 185系6両編成で運転[9]。
- 2020年 - 新型コロナウイルスの影響により運休[10]。
- 2021年7月3日 - 185系6両編成で運転[11]。上り列車が全車指定席化。
- 2022年7月2日 - E257系5両編成に編成を変更し[12]、種別を快速から特急に格上げ。
- 2023年7月1日 - E257系5両編成で運転[13]。

## 使用車両
- 183系6両編成（ - 2012年）
- 485系6両編成（2013年 - 2014年）
- 185系6両編成（2015年 - 2021年）
- E257系5両編成（2022年 - ）